# Nicolas Hyeronimus
Nicolas Hyeronimus (1 de janeiro de 1808 - 27 de junho de 1860) foi um dono de pousada, comerciante, pecuarista e político na colônia de Nova Gales do Sul, Austrália.
Hyeronimus nasceu na Bélgica, e chegou a Nova Gales do Sul por volta de 1840. Em 1842, ele estabeleceu o Lion of Waterloo, a primeira pousada em Montefiores, no centro-oeste da Nova Gales do Sul.
Por volta de 1854, Hyeronimus construiu uma área pastoral de 30.000 acres (120 km2) no Condado de Wellington e três outras áreas pastorais totalizando 61.480 acres (248,8 km2) no Condado de Bligh.
Em 15 de junho de 1859, Hyeronimus foi eleito para a Assembleia Legislativa de Nova Gales do Sul como membro do distrito eleitoral de Wellington. No entanto, faleceu em 1860 com apenas um 1 ano de legislatura.